# Pater familias
Der pater familias (lateinisch für „Familienvater“; häufig auch zusammengeschrieben: paterfamilias) war das Familienoberhaupt oder der „Hausherr“ – meist der älteste oder „ranghöchste“ Mann – im (römisch-rechtlichen) Privathaushalt. Nur römische Bürger konnten den Rechtsstatus eines pater familias einnehmen.
Regulär dekliniert heißt es eigentlich pater familiae. Die altertümliche Genitivform ist nur in diesem einen stehenden Begriff im klassischen Latein und darüber hinaus erhalten geblieben.

## Aufgaben
Der pater familias war das Oberhaupt der römischen familia, bestehend aus seinen Kindern, seiner Frau, seinen Sklaven, sowie allen weiteren Familienmitgliedern aus der nachfolgenden Linie. Er vertrat die Familie nicht nur nach außen hin, sondern auch als Priester des Familienkults gegenüber den Göttern. Auch hatte er das Recht, seine Kinder zu verheiraten, was die Entlassung des Hauskindes aus dem Familienverband nach sich zog (homo sui iuris).

## Patria Potestas
Die Befugnisse des pater familias als Hausherr waren verschiedene. Er übte mit höchstem Status die patria potestas genannte väterliche Hausgewalt aus. Darunter standen die gewaltunterworfene Ehefrau (in manu) und die Hauskinder (in potestate). Die zu Dienstleistungen in den Familienverband aufgenommenen Personen standen in mancipio. Das Wort des pater familias galt als unumstößlich endgültig. Gemäß dem archaischen Zwölftafelgesetz übte der pater familias die vitae necisque potestas – die Macht über Tod und Leben – über die Angehörigen der Familie aus. Unter Umständen durfte er seine Kinder, seine Sklaven oder seine Frau töten. Dieses Recht wurde allerdings durch soziale Kontrolle eingeschränkt. Es wurde von der Gemeinschaft erwartet, dass der pater familias bei wichtigen Entscheidungen den Rat eines consiliums, bestehend aus Familienmitgliedern und amici, einholte.

## Giorgio Agamben
Der Philosoph Giorgio Agamben sieht in der vitae necisque potestas, dem Tötungsrecht von Angehörigen durch den Vater, das Fundament politischer Macht, der Souveränität des Staates, die sich im Ausnahmezustand am deutlichsten zeigt. Denn während im Römischen Reich das Prinzip des Zwölftafelgesetzes galt, wonach kein Bürger ohne Urteilsspruch (indemnatus) zu Tode gebracht werden durfte, gab das vitae necisque potestas dem Vater das uneingeschränkte Recht zu töten und spiegelt darin den Ausnahmezustand wider, der heute als Suspendierung des Rechts durch den Staat verstanden wird. Die Möglichkeit des Staates, einen rechtsfreien Raum zu schaffen, sich selbst außer Kraft zu setzen, tritt für Agamben in besonders flagranter Weise in Beziehung zum Vater als Oberhaupt des Hauses, der ohne Rechtsprechung über die Angehörigen richten darf.

## Auswirkungen
Die Auswirkungen der patria potestas waren vielfältig. Erwachsene männliche Kinder blieben unter der Autorität ihrer Väter und konnten daher auch nicht die Rechte eines pater familias erwerben, solange dieser noch lebte. Zumindest nach der Theorie des Gesetzes wurde ihr gesamter Besitz nach dem Interesse ihres Vaters angeschafft, und dieser, nicht die Söhne, hatte das alleinige Recht, darüber zu bestimmen. Mit dem Tod des Vaters erhielten seine Söhne die Rechtsstellung eines pater familias und übten nun die patria potestas über ihre eigene familia aus.
Auch das Privatleben der Söhne und Töchter wurde vom pater familias gelenkt. Eheschließungen waren nur mit seiner Zustimmung gültig. Andererseits konnte sein alleiniger Beschluss dazu führen, dass eine bereits geschlossene Ehe geschieden wurde. Allerdings wurde diese Regelung im Prinzipat abgeschwächt, sodass Eheschließungen und Scheidungen nun auch der Zustimmung des Sohnes oder der Tochter bedurften.

## Wandel
Wie weit die absolute Autorität des pater familias im Alltag ausgeübt wurde, bleibt umstritten. Mit Beginn des Prinzipats fand jedoch eine Einschränkung dieser Autorität statt, was einen Versuch der Gewaltenteilung und Stärkung der kaiserlichen Macht darstellt.